# Chastain Park

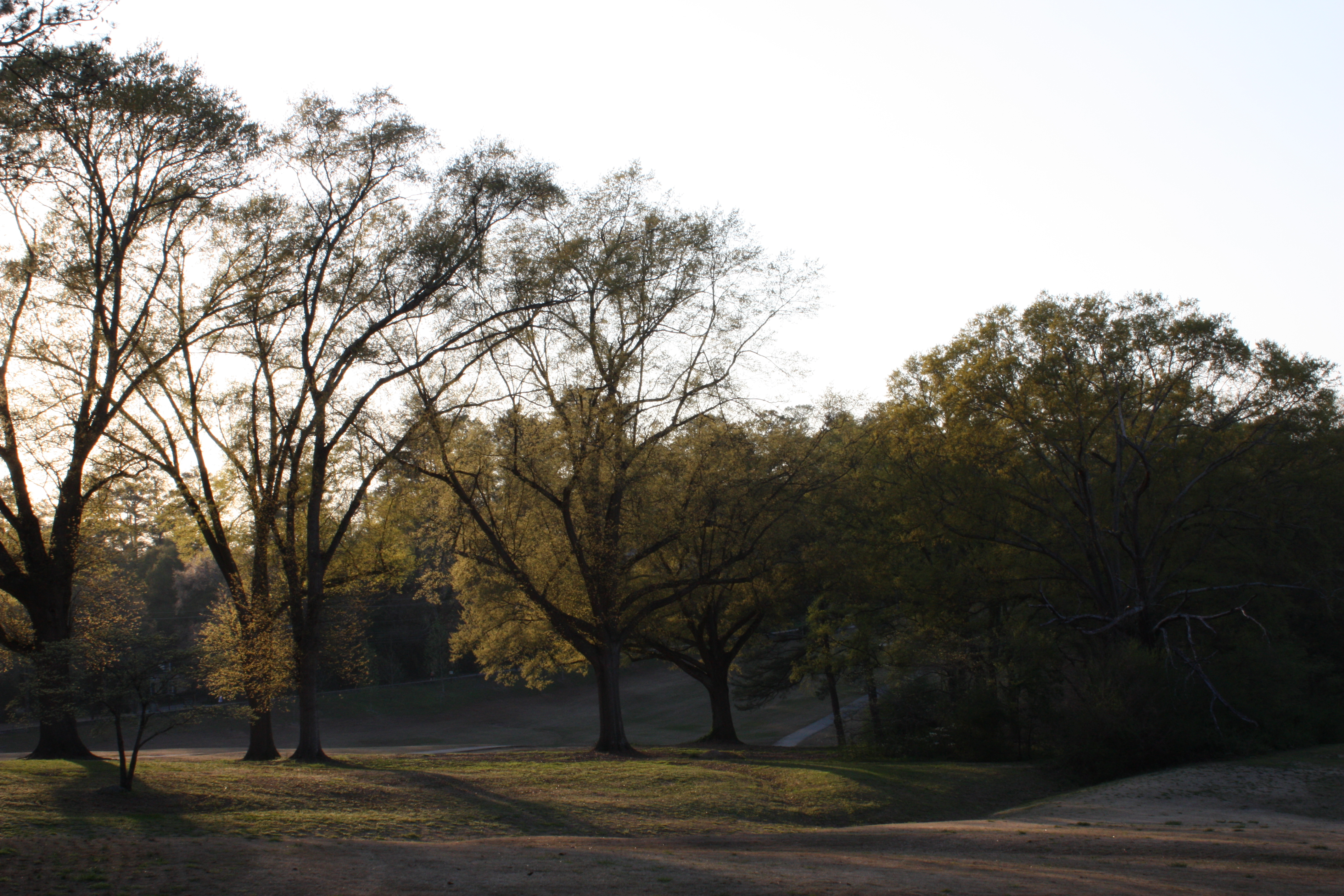
O Chastain Park na primavera.

O Chastain Memorial Park é um parque urbano na cidade de Atlanta, Geórgia, nos Estados Unidos. Entre atividades e áreas para lazer e entretenimento, o parque contém uma quadra de tênis, trilhas para praticantes de caminhadas, playgrounds, um campo de golfe, piscinas, uma zona para hipismo e também funciona como um anfiteatro ao ar livre para concertos musicais.
O parque recebeu seu nome em honra a Troy Green Chastain, um membro da County Commission em Fulton de 1938 a 1942.